# Carlos Prieto (Handballspieler)
Carlos Prieto Martos (* 2. Februar 1980 in Mérida, Spanien) ist ein ehemaliger spanischer Handballspieler, der 96-mal für die spanische Nationalmannschaft auflief. Er wurde in die Hall of Fame of European handball aufgenommen.

## Karriere
Der Kreisläufer spielte vor seinem Wechsel zum Bergischen HC beim slowenischen Verein RK Celje. Dorthin wechselte er von den Rhein-Neckar Löwen. Zuvor spielte er bereits beim FC Barcelona, CBM Gáldar, BM Ciudad Real und BM Valladolid.
Ab dem Juli 2012 stand Prieto beim dänischen Verein AG København unter Vertrag. Da im selben Monat AGK die Insolvenz beantragte, wurde sein Vertrag aufgelöst. Im August 2012 schloss er sich den Kadetten Schaffhausen an. Nach der Saison 2012/13 wurde sein auslaufender Vertrag nicht verlängert. Nachdem Prieto vereinslos war, unterschrieb er im Oktober 2013 einen Vertrag bei der HSG Wetzlar. Im Januar 2014 verlängerte er seinen Vertrag bis 2016. Im November 2015 gab die HSG Wetzlar bekannt, dass dieser Vertrag nicht darüber hinaus verlängert wird. Nachdem Prieto im Sommer 2016 seine Profikarriere beendet hatte, lief er in der Saison 2017/18 für den hessischen Landesligisten HSG Lollar/Ruttershausen auf.
Nachdem er seit Sommer 2018 vereinslos war, kehrte der mittlerweile 39-Jährige im März 2019 noch einmal auf die Handballbühne zurück. Bis zum Ende der Saison 2018/19 stand er beim deutschen Zweitligisten TV Hüttenberg unter Vertrag und gab dort am 30. März gegen den ASV Hamm-Westfalen sein Comeback. Danach beendete er erneut seine Karriere im Handball-Profisport. Im August 2019 wurde er vom New York City THC allerdings erneut reaktiviert, um beim IHF Super Globe 2019 zu spielen. Ab August 2019 spielte Carlos Prieto für den Bayernligisten TSV 1846 Lohr, für die er auch in der Saison 2020/21 aktiv war. Nachdem sich Prieto noch beim TSV 1846 Lohr fit gehalten hatte, schloss er sich im Mai 2022 dem Drittligisten ESG Gensungen/Felsberg an.
Prieto stand im erweiterten Aufgebot Spaniens für die Weltmeisterschaft 2011; bis September 2017 bestritt er 96 Länderspiele, in denen er 111 Tore warf.
Seit seinem Abschied als Profispieler konzentriert sich Carlos auf die Verbesserung der sozialen Lage junger Menschen durch den Sport. Im Jahr 2017 gründete er das sozialpädagogische Programm „Share & Play“, bei dem er Jugendlichen hilft, durch Handball soziale Kompetenzen zu entwickeln. Im Jahr 2019 gründete er die NGO „Inspire Children“, von der aus er europäische Projekte im Bereich Sport und Bildung leitet.

## Erfolge
- Champions-League-Sieger 1998, 1999 und 2006
- Bronze bei den Olympischen Spielen 2008
- spanischer Meister 1998, 1999, 2004 und 2007
- spanischer Pokalsieger 1998 und 2003
- Europäischer Pokalsieger der Pokalsieger 2003, 2009

## Ehrungen
Er wurde in die Hall of Fame of European handball aufgenommen.